# Changan UNI-T
Changan UNI-T — выпускаемый с 2020 года компактный кроссовер китайской компании Changan.

## Описание

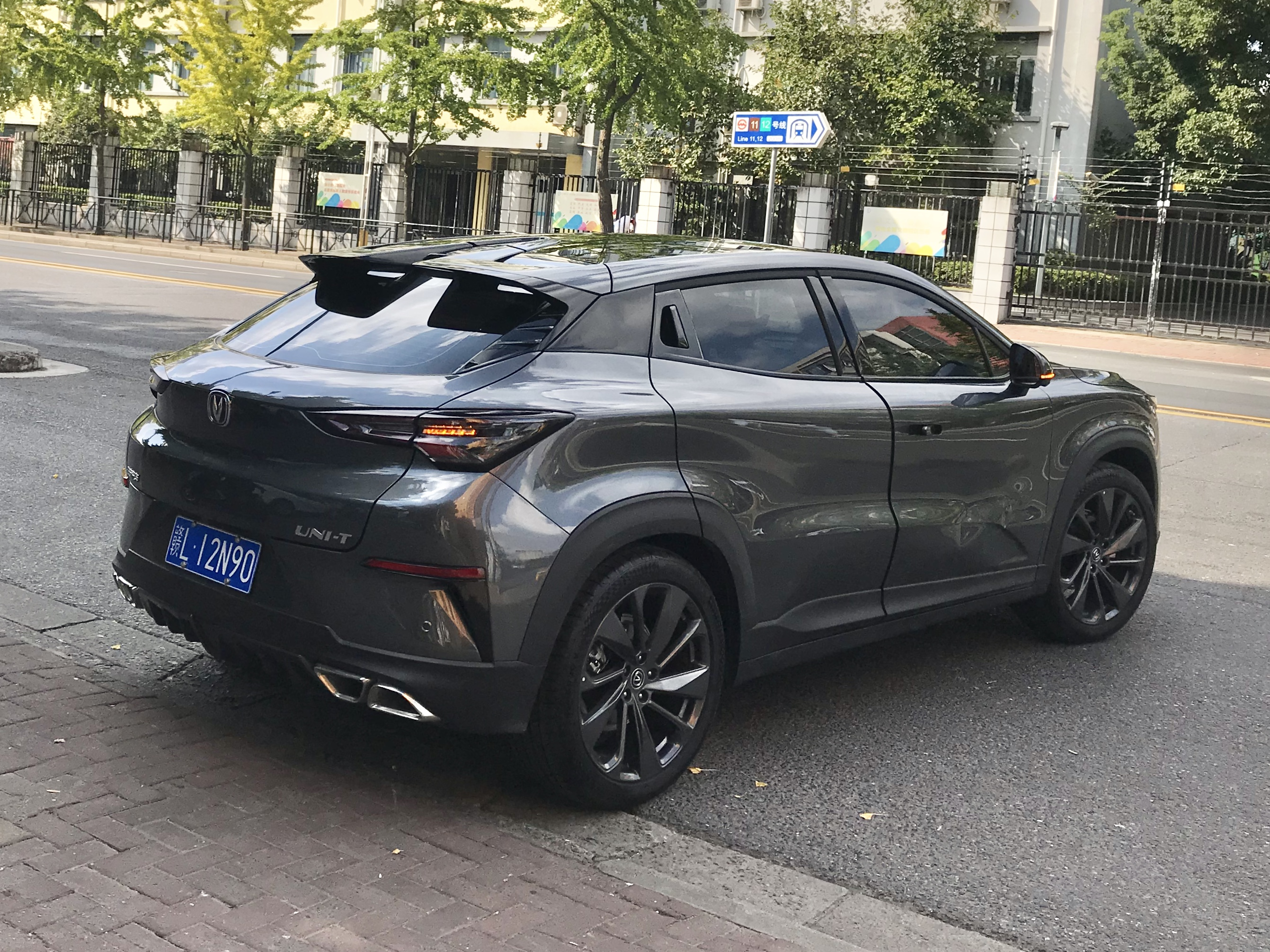
Вид сзади

Автомобиль Changan UNI-T впервые был представлен в апреле 2017 года на Автосалоне в Шанхае. Затем в марте 2020 года планировалось представить модель на Женевском автосалоне, но 28 февраля 2020 года проект был аннулирован в связи с пандемией COVID-19. В итоге продажи начались в июне 2020 года.
15 сентября 2021 года автомобиль прошёл краш-тест C-NCAP, который был оценён на 5 звёзд. В феврале 2023 года модель прошла рестайлинг. Летом 2023 года начались поставки автомобиля в Россию. Конкурентами модели являются Mazda CX-5, Kia Sportage, Hyundai Tucson и Volkswagen Tiguan. По габаритам модель близка к Changan CS55 Plus.
Автомобиль оснащается двигателем внутреннего сгорания мощностью 233 л. с. и крутящим моментом 390 Н*м. Имеются и другие двигатели.
Максимальная скорость автомобиля ограничена до 205 км/ч, но эту отметку можно снять путём чип-тюнинга. Цена автомобиля в России составляет от 2719900 до 2819900 рублей.

## Продажи в Европе
В 2024 году компания Лозанж получила статус эксклюзивного дистрибьютора в Беларуси легковых автомобилей Changan. Первые партии Changan Uni-T поступят к концу года.